# Xinghudao
Xinghudao (kinesiska: 星湖岛, 星湖岛乡) är en socken i Kina. Den ligger i den autonoma regionen Guangxi, i den södra delen av landet, omkring 150 kilometer sydost om regionhuvudstaden Nanning.
Genomsnittlig årsnederbörd är 2 426 millimeter. Den regnigaste månaden är augusti, med i genomsnitt 553 mm nederbörd, och den torraste är februari, med 25 mm nederbörd.